# Amasya (pokrajina)
Pokrajina Amasya (turski: Amasya ili) je pokrajina smještena na rijeci Yeşilırmak, na sjeveru Turske. Pripada crnomorskoj geografskoj regiji.
Prostire se na površini od 5.520 km2 a prema podacima iz 2018. godine u provinciji je živjelo 337.508 stanovnika. Gustoća naseljenosti iznosi 61 stanovnik/km2.
Glavni grad pokrajine je Amasya, antička Amaseia a spominje se još od perioda Aleksandra Velikog. Mjesto je rođenja geografa i povjesničara Strabona.
U osmanlijsko doba je bila poznata po svojim medresama a posebno kao centar Khalwati sufijskog reda.

## Geografija
Geografski gledano, pokrajina se nalazi između Crnog mora na sjeveru i unutrašnjeg dijela Anadolije i leži u centru plodne regije. Zbog blizine Crnog mora klima se odlikuje toplim ljetima i umjereno hladnim zimama. Amasya je poznata po najboljim jabukama u državi kao i po proizvodnji duhana, breskvi i višanja.

## Okruzi
Pokrajina se sastoji od 7 okruga:
- Amasya
- Göynücek
- Gümüşhacıköy
- Hamamözü
- Merzifon
- Suluova
- Taşova